# Stadt- und Dampfmaschinenmuseum Werdau

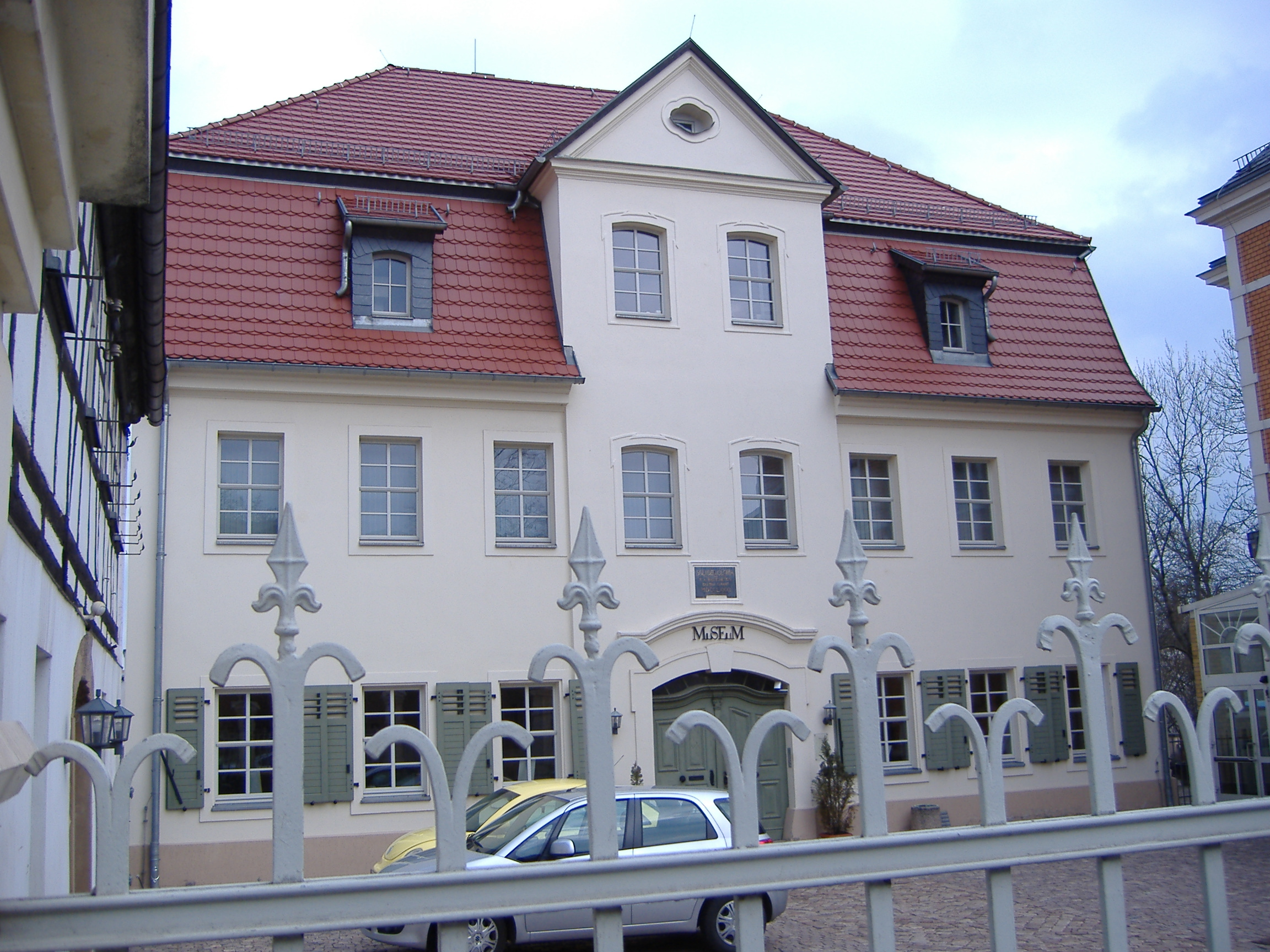
Stadt- und Dampfmaschinenmuseum Werdau (2010)

Das Stadt- und Dampfmaschinenmuseum Werdau präsentiert Darstellungen und Modelle aus der Stadt- und lokalen Industriegeschichte sowie eine der größten Sammlungen von Fraureuther Porzellan in Deutschland. Neben der Stadtbibliothek Werdau ist auch das Museum im „Baumgartschen Haus“ untergebracht.

## Museum
Im Jahr 2003 wurde das Stadt- und Dampfmaschinenmuseum Werdau generalsaniert. Ein Stadtmodell verschafft einen Überblick über die Stadt mit Rathaus, Schloss und Marienkirche im Jahre 1628. Wertvolle Gegenstände zeugen von der Entstehung Werdaus um 1300. Neben der Stadt- und Industriegeschichte präsentiert das Museum eine Dauerausstellung zum Thema Fraureuther Porzellan, eine der größten Sammlungen in Deutschland. 
Im Garten des Museums fährt von Mai bis Oktober eine Miniatureisenbahn. Im originalen Maschinenhaus befindet sich eine betriebsbereite 600 PS Dampfmaschine. Sonderausstellungen- und Veranstaltungen, wie das IFA-Oldtimertreffen am ersten Mai-Wochenende, das Gartenbahntreffen im Juni oder das Museumsgartenfest im August ergänzen das Angebot.

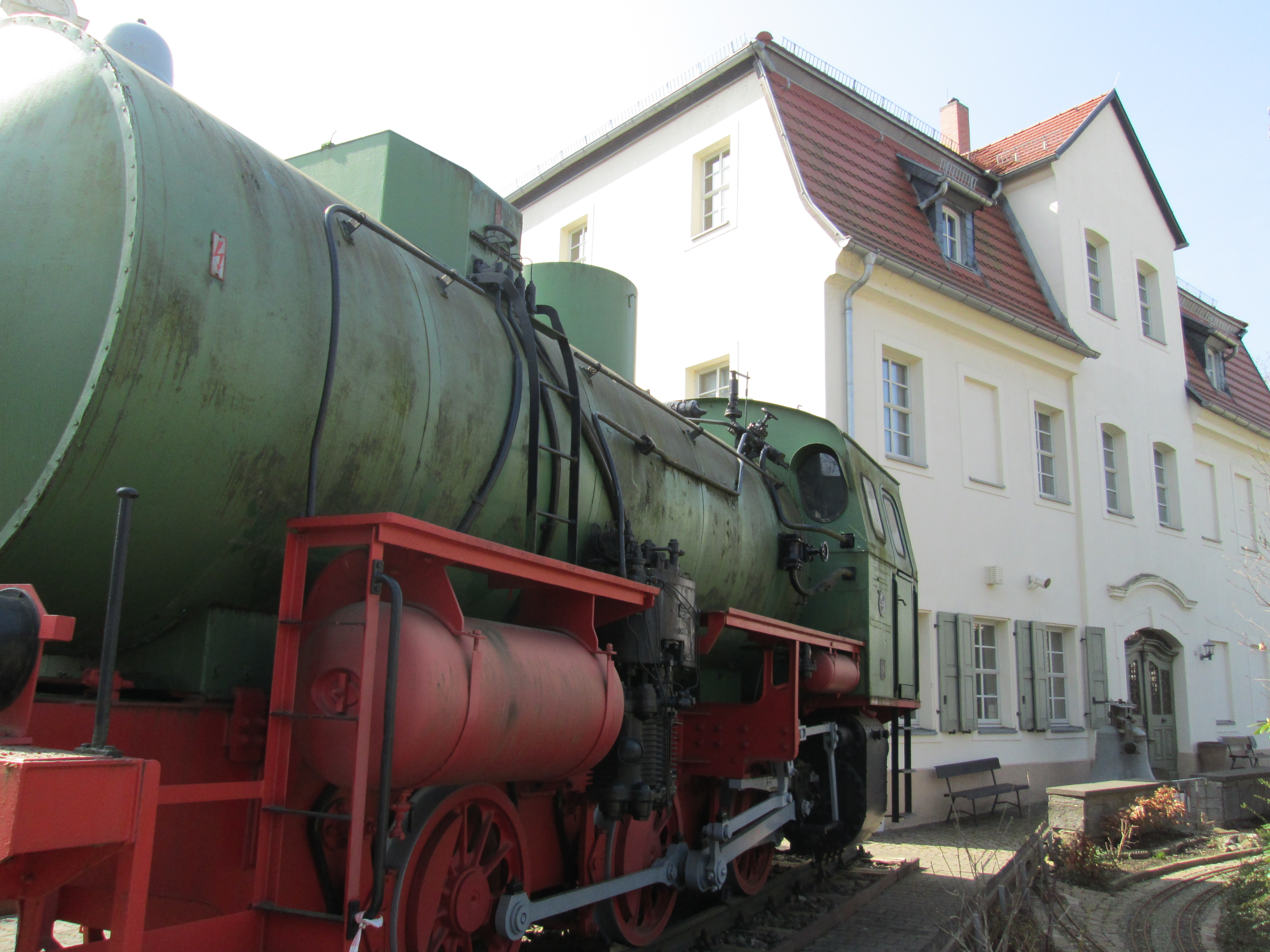
Rückseite des Werdauer Stadtmuseums mit Ausstellungsstück
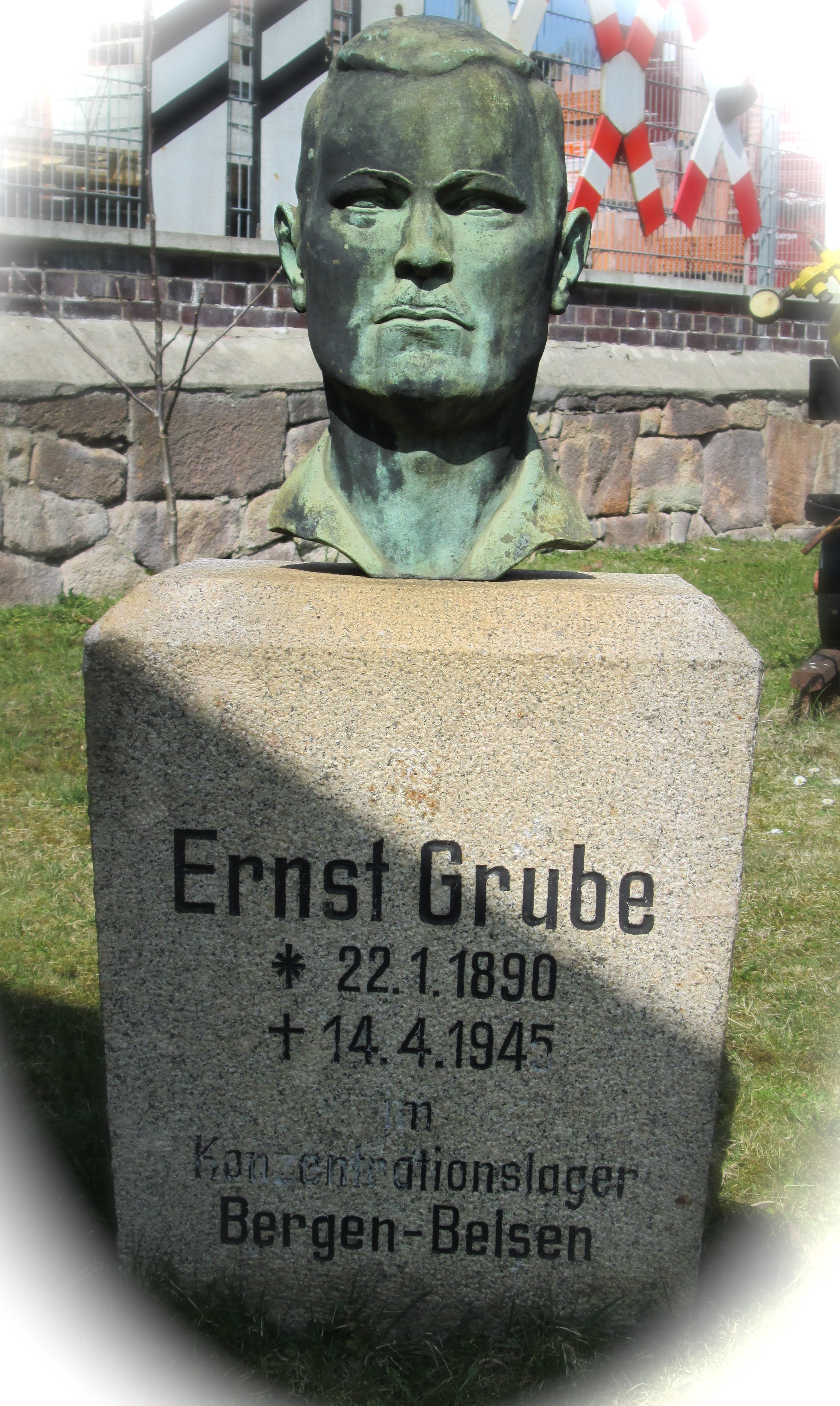
Büste Ernst Grubes (Ausstellungsstück)
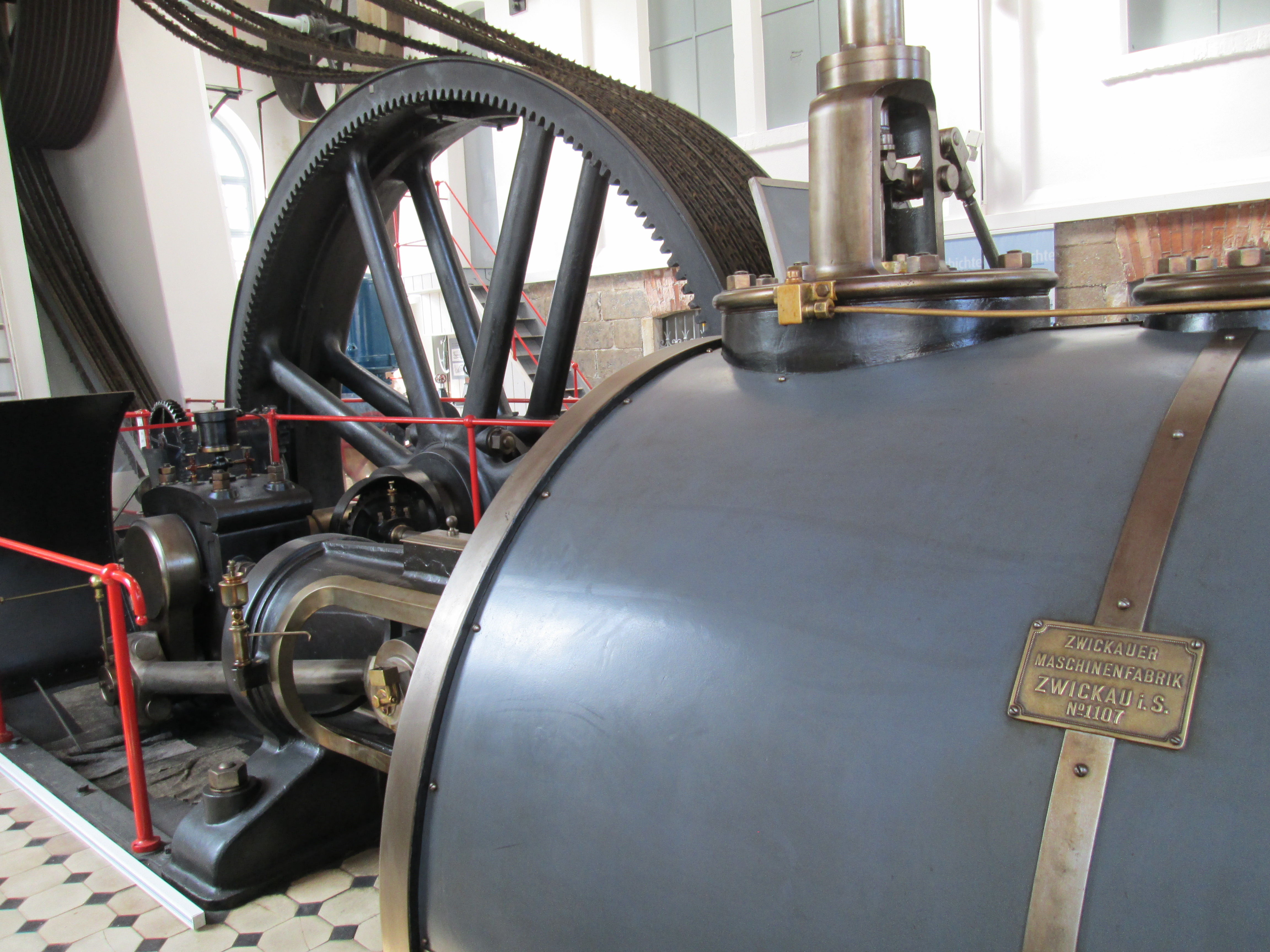
Teilbereich der sich im Heimatmuseum befindlichen Dampfmaschine
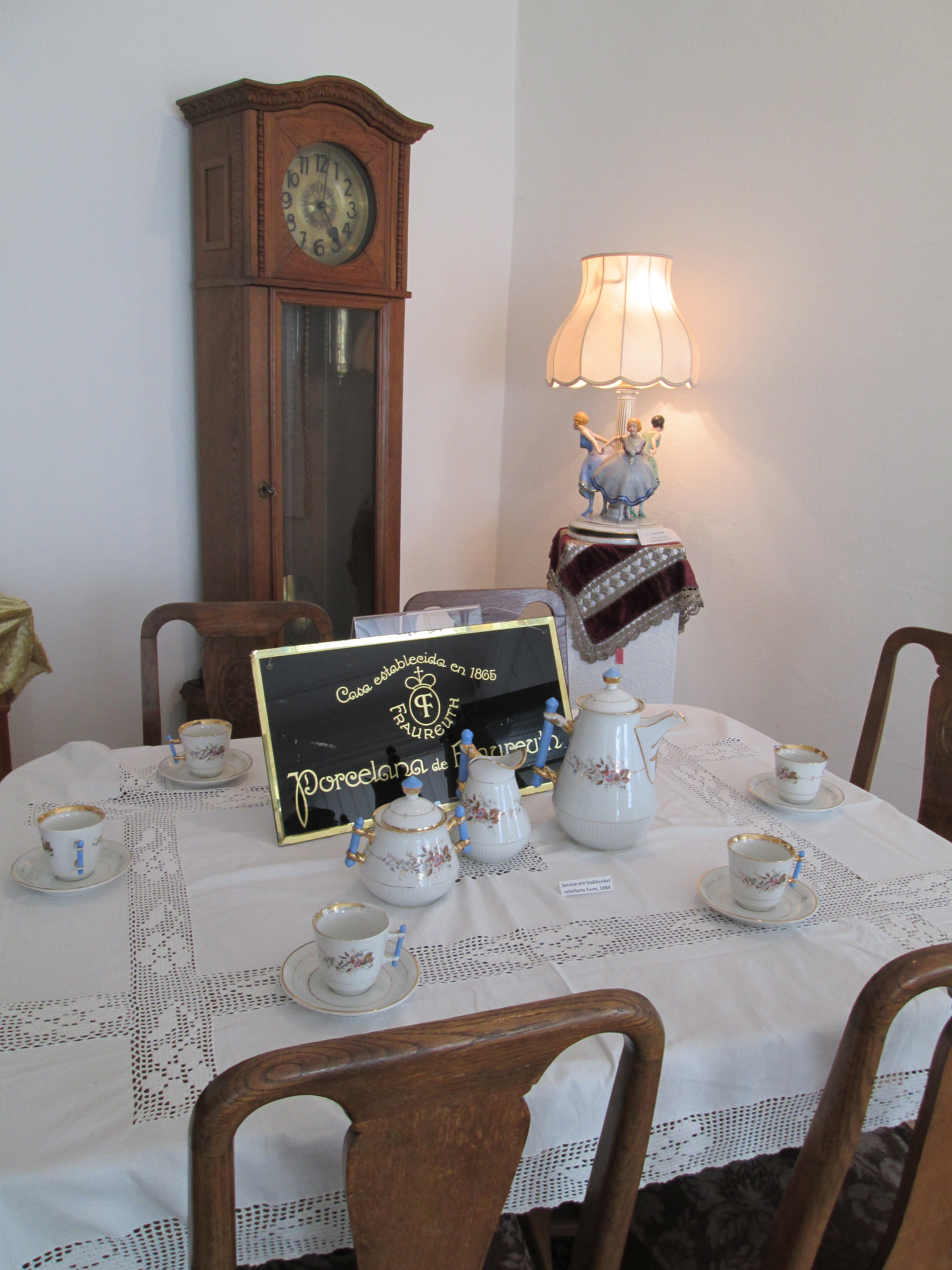
Fraureuther Porzellan-Ausstellung
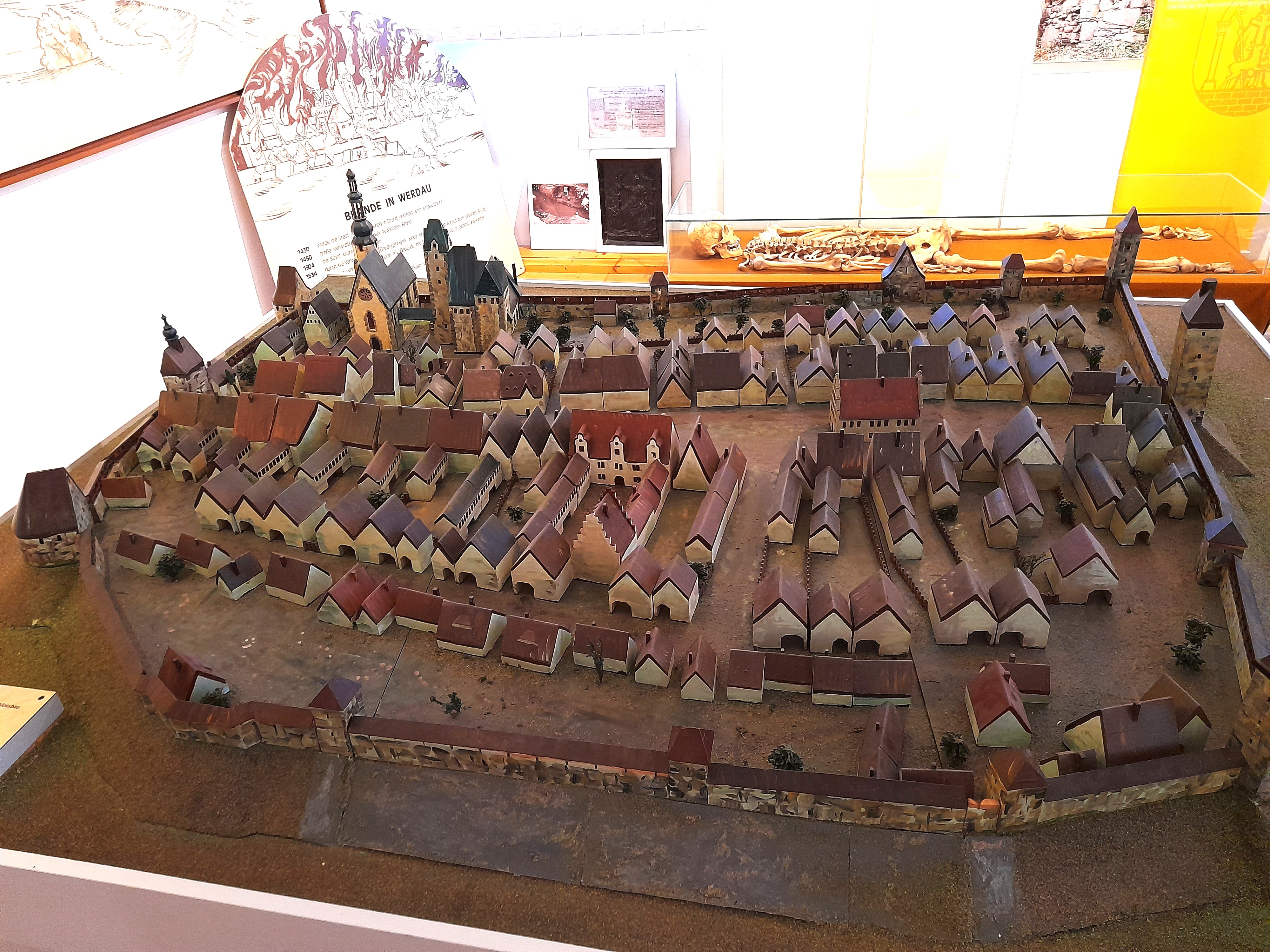
Stadtmodell Werdau
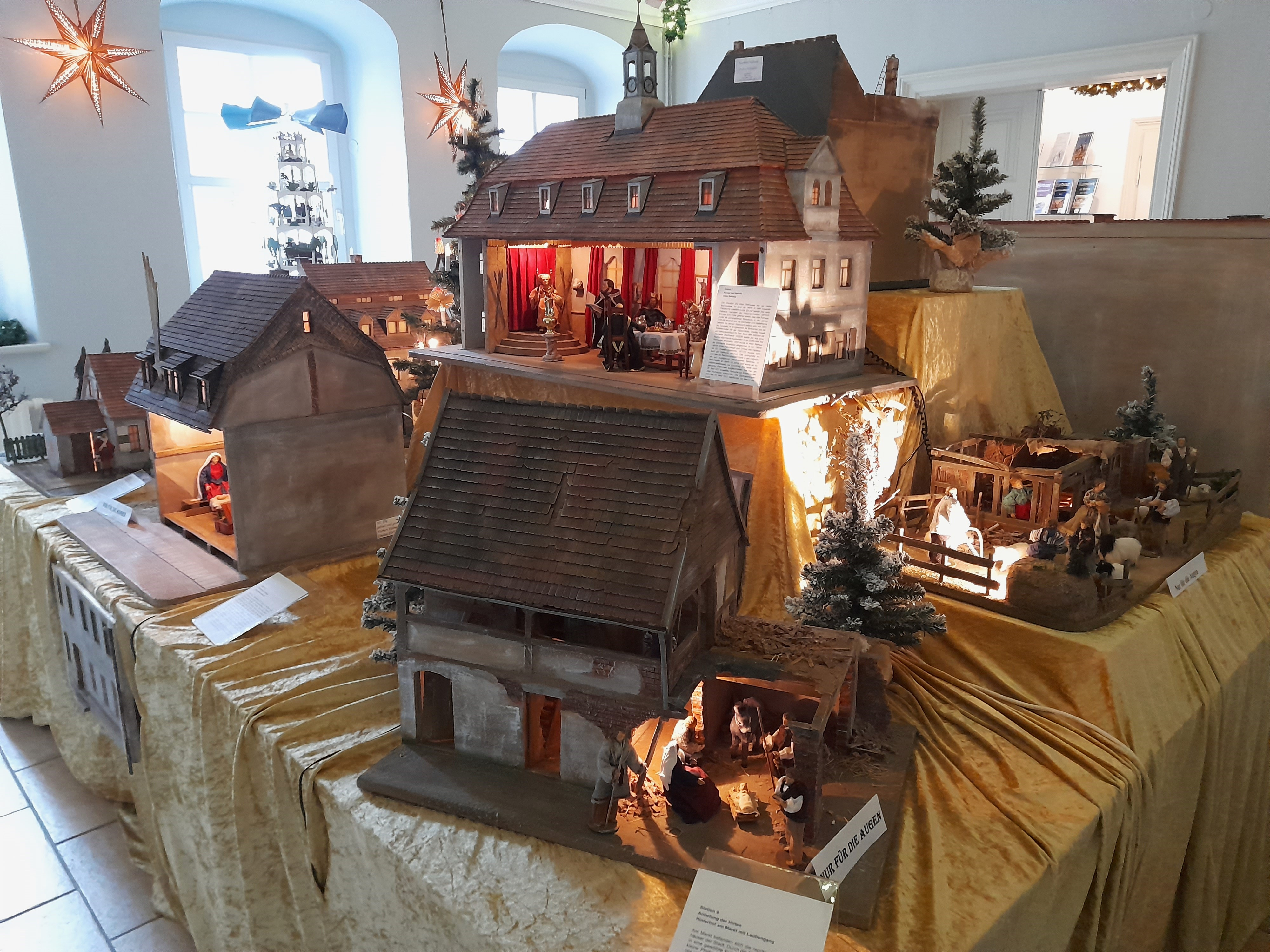
Werdauer Weihnachtsberg
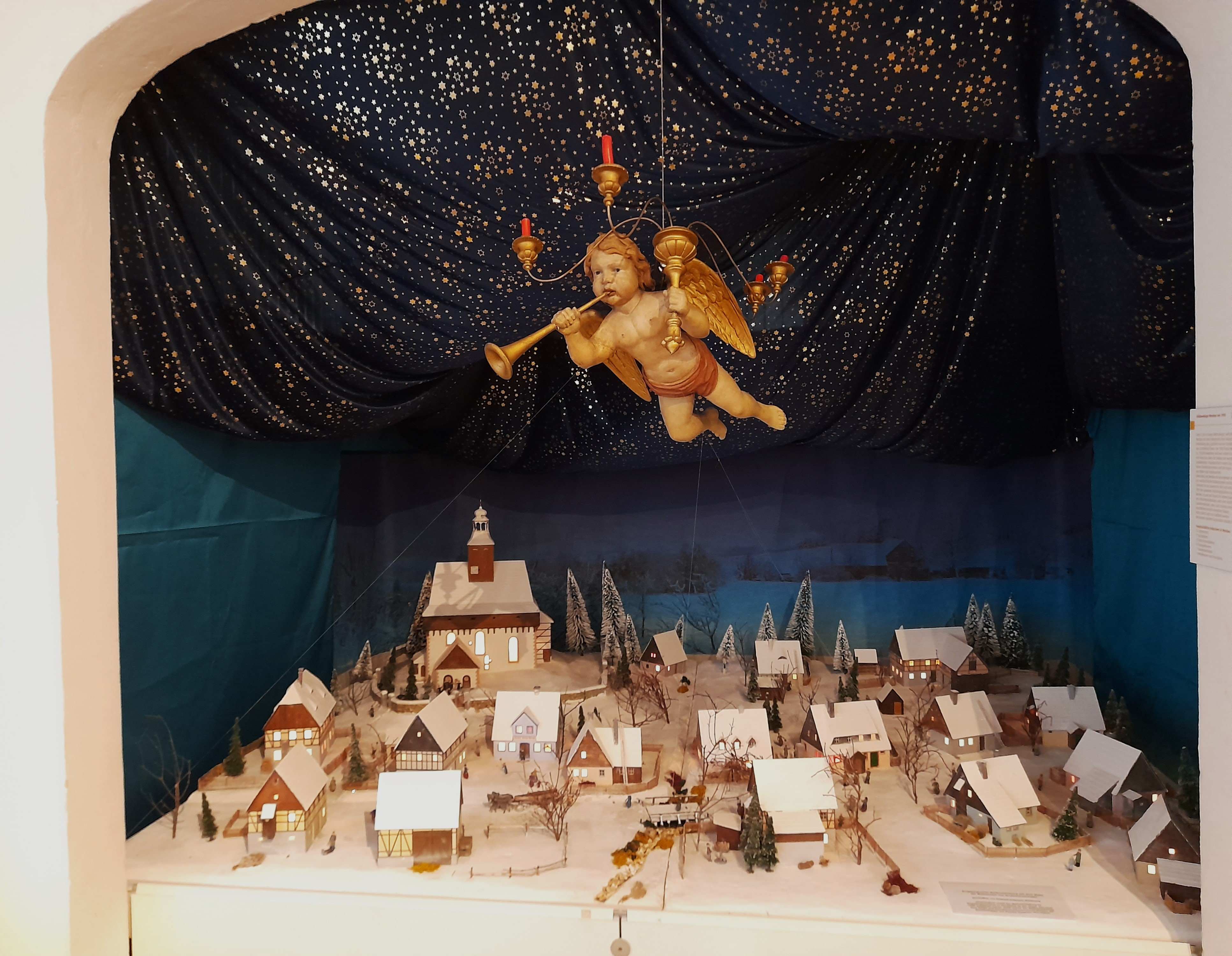
Heimatberg Großrückerswalde im Stadt- und Dampfmaschinenmuseum Werdau

## Das Baumgartsche Haus
Das Gebäude des Stadtmuseums, wurde 1781 als Wohnhaus erbaut von Friedrich August Baumgarten, dem späteren Urgroßvater des Erfinders des ersten lenkbaren Luftschiffes, Georg Baumgarten.
Am 9. Juli 1809 (zur Zeit der Napoleonischen Kriege) beherbergte es für drei Tage Jérôme Bonaparte, den jüngsten Bruder Napoleon Bonapartes, der mit zwei Garderegimentern, Artillerie sowie diversem Gesandtschafts- und Hofpersonal von circa 4000 Leuten in das damals kleine Tuchmacherstädtchen Werdau einzog. Der Werdauer Stadtrat wusste nicht, wo er den anspruchsvollen Gast unterbringen sollte und bot zunächst das Rittergut in Leubnitz als Unterkunft an. Jerome Bonaparte lehnte jedoch dieses Angebot ab und fühlte sich in den Werdauer Stadtmauern sicherer. Daher bot man ihm das „Baumgartsche Haus“, das beste Haus am Orte, an. Der Gast musste fürstlich bewirtet werden und sämtliche von ihm und seinem Hofstaat verursachten Kosten hatte die Stadt Werdau zu tragen. Die Ausgaben überstiegen die finanziellen Mittel der Stadt und diese musste sich verschulden. Jerome plante, von Werdau aus den Herzog Friedrich Wilhelm gefangen zu nehmen. Als Jerome Bonaparte vom Sieg des Herzog von Braunschweig über den französischen General Junot erfuhr, verließ er fluchtartig Werdau. Am 14. Juli 1809 zog der Herzog von Braunschweig, Friedrich Wilhelm, von den Werdauer Bürgern bejubelt, in Werdau ein.